# Праздники Швеции
Все официальные праздники Швеции утверждены государственными законами и являются нерабочими днями. Шведские праздники можно разделить на две категории: религиозные (христианские) и нерелигиозные. Праздничными днями считаются все воскресенья. Традиционно день или часть дня накануне праздника также считается праздником, хотя официально может им не являться; многие предприятия в эти дни заканчивают работу в середине дня. После принятия закона о 40-часовой рабочей неделе выходными днями для большинства шведов также стали субботы.

## Список праздников
Помимо воскресений, официальными праздниками Швеции являются
| Дата                                          | Наименование                                    |
| --------------------------------------------- | ----------------------------------------------- |
| 1 января                                      | Новый год (nyårsdagen)                          |
| 6 января                                      | Богоявление (trettondedag jul)                  |
| Пятница перед Пасхой                          | Долгая пятница (långfredagen)                   |
| Первое воскресенье после весеннего полнолуния | Пасха (påskdagen)                               |
| Понедельник после Пасхи                       | День после Пасхи (annandag påsk)                |
| 1 мая                                         | Первое мая (första maj)                         |
| Шестой четверг после Пасхи                    | Вознесение Господне (Kristi himmelsfärdsdag)    |
| Седьмое воскресенье после Пасхи               | Пятидесятница (pingstdagen)                     |
| 6 июня                                        | Национальный день Швеции (Sveriges nationaldag) |
| Суббота между 20 и 26 июня                    | Середина лета (midsommardagen)                  |
| Суббота между 31 октября и 6 ноября           | День всех святых (alla helgons dag)             |
| 25 декабря                                    | Рождество (juldagen)                            |
| 26 декабря                                    | День после Рождества (annandag jul)             |